# Saint-Pierre-des-Fleurs
Saint-Pierre-des-Fleurs est une commune française située dans le département de l'Eure, en région Normandie.

## Géographie

### Localisation
Entourée par les communes de La Saussaye, Le Bec-Thomas et Le Thuit-Signol, Saint-Pierre-des-Fleurs est situé à 5 km au sud-ouest d'Elbeuf, la plus grande ville à proximité. La commune est distante de 12 km du parc naturel régional des Boucles de la Seine normande.
| Le Thuit de l'Oison (comm. dél. du Thuit-Signol) | Le Thuit de l'Oison (comm. dél. du Thuit-Signol) | Le Thuit de l'Oison (comm. dél. du Thuit-Anger) |
| Le Thuit de l'Oison (comm. dél. du Thuit-Signol) | Saint-Germain-de-Pasquier                        | La Saussaye                                     |
| Saint-Ouen-de-Pontcheuil                         | Le Bec-Thomas                                    |                                                 |

### Géologie et relief
La commune s'étend sur 2,8 km2 et se situe à 150 mètres d'altitude.

### Hydrographie
La commune est située dans le bassin Seine-Normandie. Elle est drainée par l'Oison,.
L'Oison, d'une longueur de 16 km, prend sa source dans la commune d'Amfreville-Saint-Amand et se jette  dans la Seine à Saint-Pierre-lès-Elbeuf, après avoir traversé neuf communes.
Un plan d'eau complète le réseau hydrographique : le plan d'eau du Moulin Guillaume, d'une superficie totale de 2 ha (0,14 ha sur la commune),.

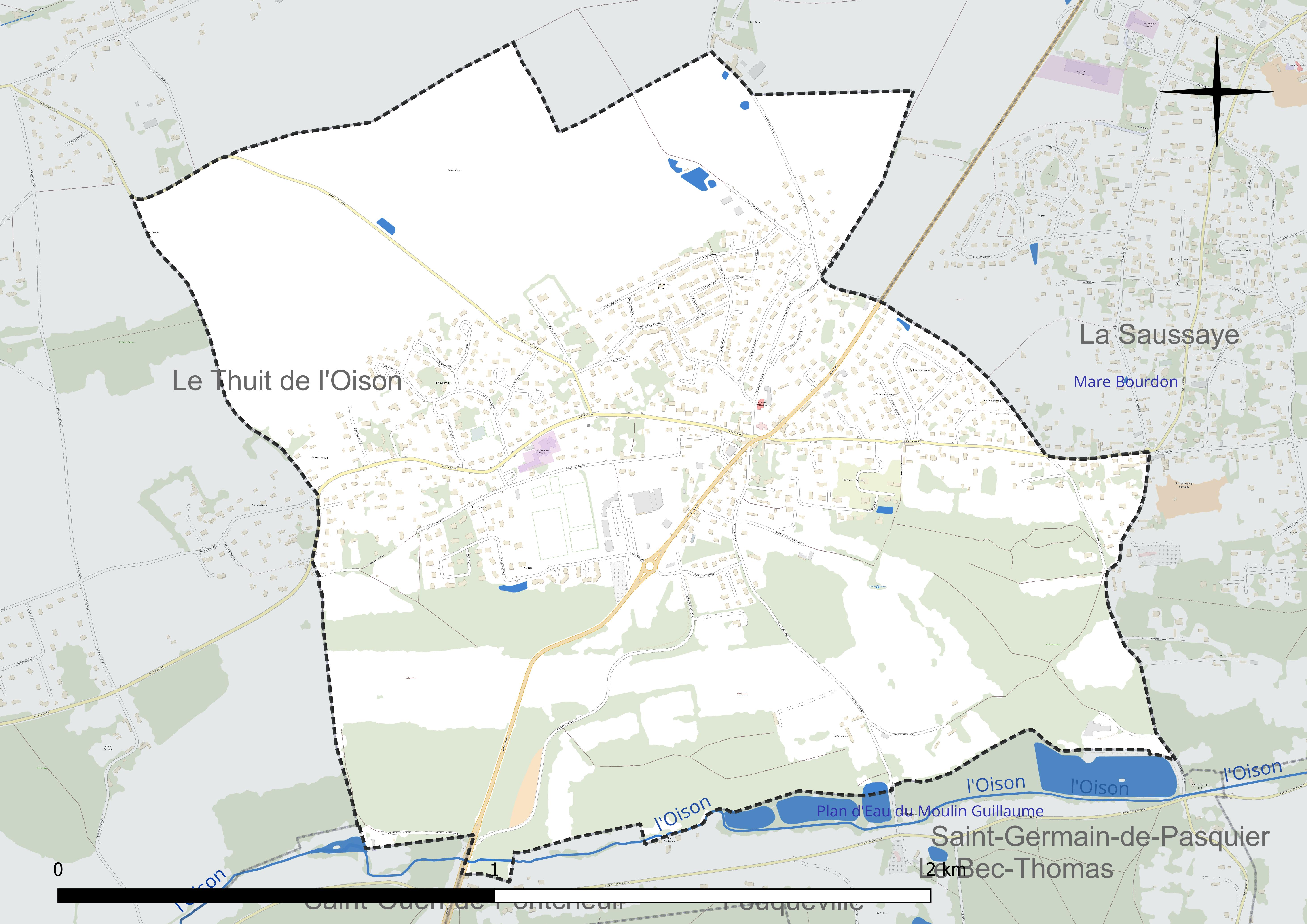
Réseau hydrographique de Saint-Pierre-des-Fleurs.

### Climat
Pour des articles plus généraux, voir Climat de la Normandie et Climat de l'Eure.
En 2010, le climat de la commune est de type climat océanique dégradé des plaines du Centre et du Nord, selon une étude du CNRS s'appuyant sur une série de données couvrant la période 1971-2000. En 2020, Météo-France publie une typologie des climats de la France métropolitaine dans laquelle la commune est exposée à un climat océanique et est dans la région climatique  Côtes de la Manche orientale, caractérisée par un faible ensoleillement (1 550 h/an) ; forte humidité de l’air (plus de 20 h/jour avec humidité relative > 80 % en hiver), vents forts fréquents. Parallèlement le GIEC normand, un groupe régional d’experts sur le climat, différencie quant à lui, dans une étude de 2020, trois grands types de climats pour la région Normandie, nuancés à une échelle plus fine par les facteurs géographiques locaux. La commune est, selon ce zonage, exposée à un « climat contrasté des collines », correspondant au Pays d’Auge, Lieuvin et Roumois, moins directement soumis aux flux océaniques et connaissant toutefois des précipitations assez marquées en raison des reliefs collinaires qui favorisent leur formation.
Pour la période 1971-2000, la température annuelle moyenne est de 10,2 °C, avec  une amplitude thermique annuelle de 13,9 °C. Le cumul annuel moyen de précipitations est de 778 mm, avec 12,6 jours de précipitations en janvier et 8,3 jours en juillet. Pour la période 1991-2020, la température moyenne annuelle observée sur la station météorologique la plus proche, située sur la commune de Louviers à 15 km à vol d'oiseau, est de 11,8 °C et le cumul annuel moyen de précipitations est de 719,5 mm,. Pour l'avenir, les paramètres climatiques de la commune estimés pour 2050 selon différents scénarios d’émission de gaz à effet de serre sont consultables sur un site dédié publié par Météo-France en novembre 2022.

## Urbanisme

### Typologie
Au 1er janvier 2024, Saint-Pierre-des-Fleurs est catégorisée bourg rural, selon la nouvelle grille communale de densité à 7 niveaux définie par l'Insee en 2022.
Elle appartient à l'unité urbaine de La Saussaye, une agglomération intra-départementale dont elle est une commune de la banlieue,. Par ailleurs la commune fait partie de l'aire d'attraction de Rouen, dont elle est une commune de la couronne,. Cette aire, qui regroupe 317 communes, est catégorisée dans les aires de 200 000 à moins de 700 000 habitants,.

### Occupation des sols
L'occupation des sols de la commune, telle qu'elle ressort de la base de données européenne d’occupation biophysique des sols Corine Land Cover (CLC), est marquée par l'importance des territoires agricoles (47,3 % en 2018), en diminution par rapport à 1990 (63,2 %). La répartition détaillée en 2018 est la suivante : 
zones urbanisées (36,1 %), terres arables (27,5 %), forêts (16,6 %), prairies (13,7 %), zones agricoles hétérogènes (6 %). L'évolution de l’occupation des sols de la commune et de ses infrastructures peut être observée sur les différentes représentations cartographiques du territoire : la carte de Cassini (XVIIIe siècle), la carte d'état-major (1820-1866) et les cartes ou photos aériennes de l'IGN pour la période actuelle (1950 à aujourd'hui).

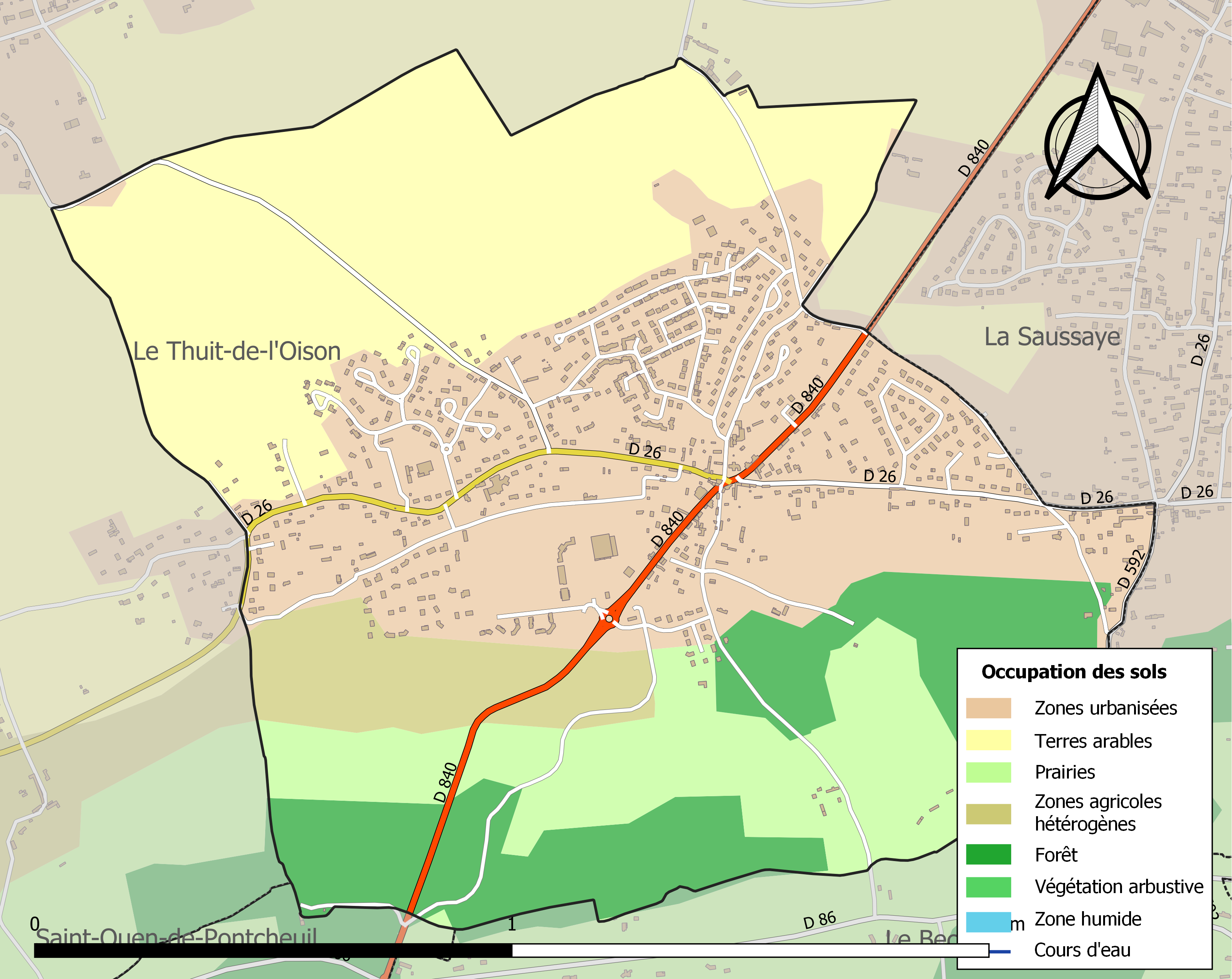
Carte des infrastructures et de l'occupation des sols de la commune en 2018 (CLC).

## Toponymie

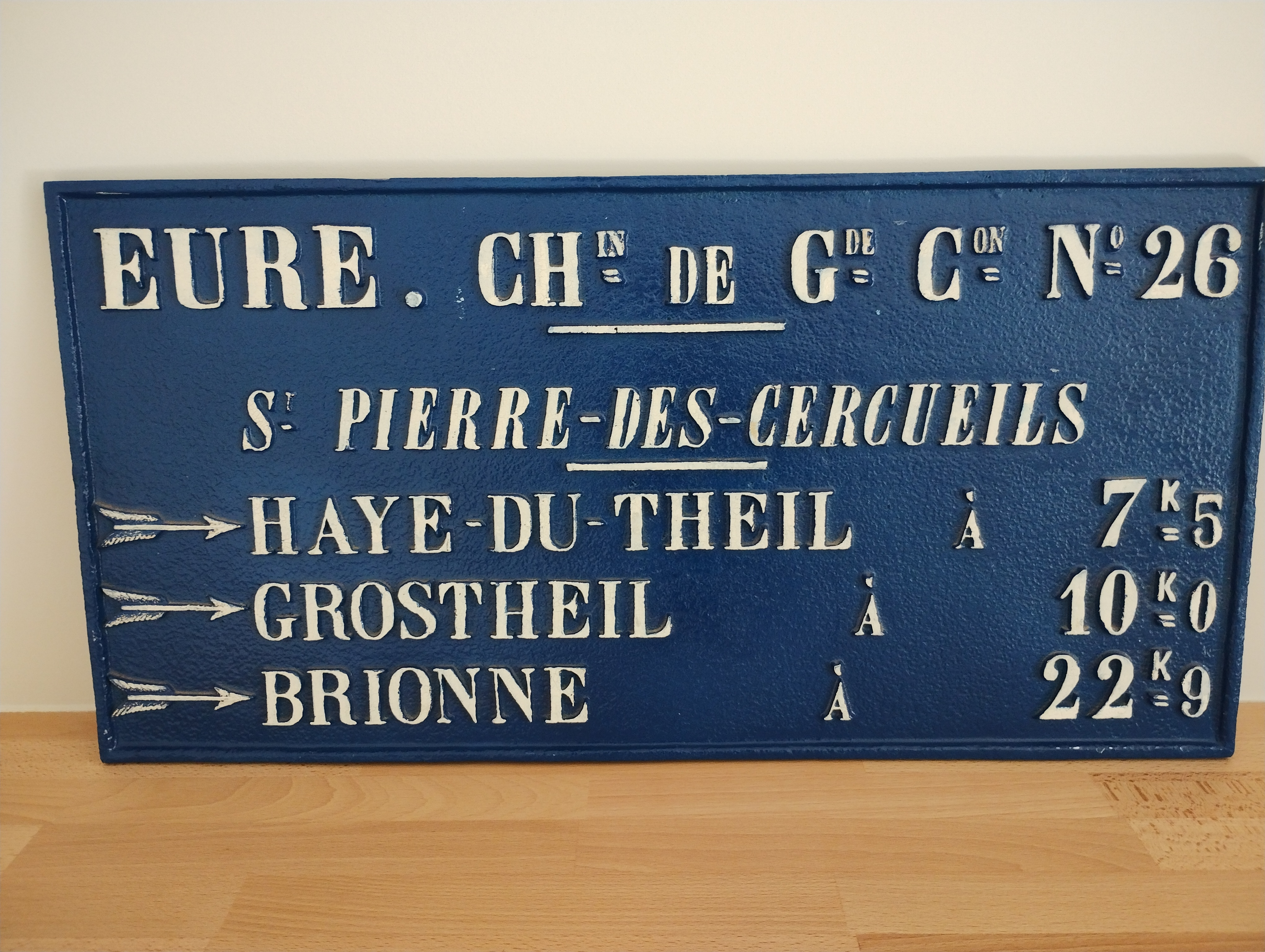
ancienne plaque de cocher dans la mairie de la ville

Le nom de la localité est attesté sous les formes Sanctus Petrus de Sarqueiis en 1257, Sanctus Petrus de Sarquieux en 1274, Saint Pierre de Sarquiez en 1390, Saint Pierre des Cerqueils en 1317 (lettres de fondat. de la Saussaye), Saint Pierre d’Escherqueulx au XVe siècle (dén. de la vic. de Conches), Sainct Pierre de Cercleux en 1562 (arrière-ban), Saint Pierre des Cerqueux en 1615, Saint Pierre des Serqueils, en 1756 (aveu), Saint Pierre des Cerquieux en 1777 (notariat de Tourville-la-Campagne), Saint-Pierre-des-Cercueils, appellation en usage jusqu'en 1924 date à laquelle lui fut substitué le nom actuel, moins macabre sans doute , mais aussi moins riche de passé.
Saint-Pierre est un hagiotoponyme faisant référence à l'église Saint Pierre dédiée à Pierre (apôtre).
La forme médiévale sarquieux « cercueils » a été évincée par la forme moderne
vers la Renaissance. Le mot sarqueu / serqueu était le seul d'emploi courant au Moyen Âge. On trouve des formations analogues en Seine-Maritime : Saint-Aubin-des-Cercueils (Sanctus Albinus de Sarkieous en 1248), ancienne paroisse réunie à Saint-Aubin-Routot et Serqueux.
A la fin du XXe siècle les gens du voisinage l'appelaient encore « Saint-Pierre-des-Cercueils ».
C'est une allusion probable à une nécropole antique ou à un cimetière médiéval.

## Histoire

### Haut Moyen Âge

#### Généralités
« Les rois de Neustrie aimaient à séjourner au cœur de leur royaume pourvu de forêts giboyeuses, près desquelles ils avaient aménagé des résidences royales .» écrit Marcel Baudot dans ses recherches sur les origines de l'Eure.

Le palais du Vaudreuil était l'une de ces résidences qui virent se succéder : Chilpéric, Clotaire II, Dagobert, Carloman. Les forêts où ils chassaient étaient les forêts de Bord, de Louviers et d'Elbeuf-sur-Seine et celle qui bordait l'Oison sur toute sa longueur.

Trente-huit nécropoles mérovingiennes ont été repérées dans l'Eure au cœur de ces forêts, vingt-deux dans le Vexin, les autres à Bueil, Saint-Pierre-des-Fleurs, Tournedos-sur-Seine, Martot, Saint-Pierre-du-Vauvray...
C'est vers les VIIIe, IXe et Xe siècles, que le catholicisme pénétra dans nos campagnes, quoique faisant peu d'efforts pour se mettre à la portée des ruraux abandonnés à eux-mêmes et vivant de superstitions.

La constitution d'une paroisse était difficile. Il fallait un groupement important d'individus, une église ou un oratoire entretenu par un propriétaire aisé. Le curé, nommé était souvent illettré.

#### Archéologie
Dans le cadre de fouilles archéologiques effectuées en 2007, le premier trésor de monnaies vikings trouvé en France, a été exhumé sur le territoire de la commune. Il est constitué de 2 monnaies carolingiennes (dont un denier d'Eudes 888 - 889, frappé à Beauvais), neuf pièces anglaises de facture scandinave (Danelaw, imitation du numéraire d'Alfred le Grand), une monnaie arabe et neuf fragments de lingots. Les monnaies avaient été pliées et testées à coups de couteaux, pratique commune chez les Vikings en vue de vérifier leur qualité. Il a dû être enfoui vers 890 - 895,.

### Héraldique
| Armes de Saint-Pierre-des-Fleurs | Ces armes peuvent se blasonner ainsi aujourd’hui : D'azur aux deux clefs d'or passées en sautoir, au chef d'argent chargé de trois roses de gueules. |

## Politique et administration

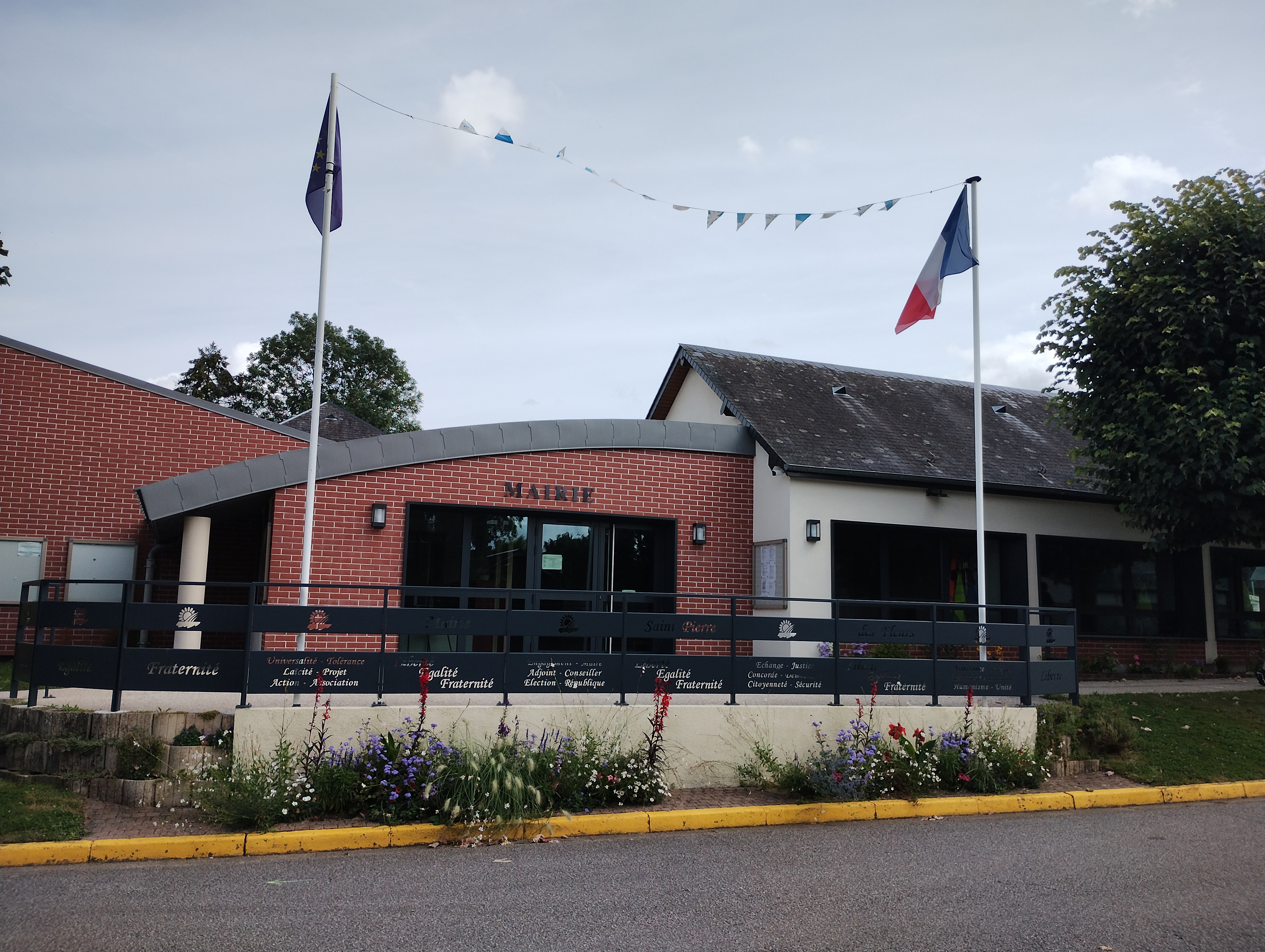
Mairie

| Période                                  | Période               | Identité           | Étiquette        | Qualité                                |
| ---------------------------------------- | --------------------- | ------------------ | ---------------- | -------------------------------------- |
|                                          |                       | Jean Marie         |                  |                                        |
| mars 2001                                | 2014                  | Christian Gréboval |                  |                                        |
| mars 2014                                | juin 2018 (démission) | Gaby Lefebvre      | SE-DVG puis LREM | Conseillère départementale (2015-2021) |
| juin 2018                                | En cours              | Bruno Germain      | DVG              |                                        |
| Les données manquantes sont à compléter. |                       |                    |                  |                                        |

## Démographie
L'évolution du nombre d'habitants est connue à travers les recensements de la population effectués dans la commune depuis 1793. Pour les communes de moins de 10 000 habitants, une enquête de recensement portant sur toute la population est réalisée tous les cinq ans, les populations de référence des années intermédiaires étant quant à elles estimées par interpolation ou extrapolation. Pour la commune, le premier recensement exhaustif entrant dans le cadre du nouveau dispositif a été réalisé en 2004.

En 2022, la commune comptait 1 688 habitants, en évolution de +9,9 % par rapport à 2016 (Eure : −0,25 %, France hors Mayotte : +2,11 %).
| 1793 | 1800 | 1806 | 1821 | 1831 | 1836 | 1841 | 1846 | 1851 |
| ---- | ---- | ---- | ---- | ---- | ---- | ---- | ---- | ---- |
| 342  | 390  | 410  | 435  | 434  | 469  | 420  | 386  | 376  |

| 1856 | 1861 | 1866 | 1872 | 1876 | 1881 | 1886 | 1891 | 1896 |
| ---- | ---- | ---- | ---- | ---- | ---- | ---- | ---- | ---- |
| 406  | 411  | 406  | 396  | 379  | 328  | 299  | 310  | 334  |

| 1901 | 1906 | 1911 | 1921 | 1926 | 1931 | 1936 | 1946 | 1954 |
| ---- | ---- | ---- | ---- | ---- | ---- | ---- | ---- | ---- |
| 302  | 237  | 199  | 203  | 234  | 254  | 241  | 266  | 289  |

| 1962 | 1968 | 1975 | 1982  | 1990  | 1999  | 2004  | 2006  | 2009  |
| ---- | ---- | ---- | ----- | ----- | ----- | ----- | ----- | ----- |
| 269  | 467  | 668  | 1 110 | 1 132 | 1 249 | 1 314 | 1 269 | 1 289 |

| 2014  | 2019  | 2022  | - | - | - | - | - | - |
| ----- | ----- | ----- | - | - | - | - | - | - |
| 1 520 | 1 614 | 1 688 | - | - | - | - | - | - |

## Lieux et monuments
L'église Saint-Pierre
Peu après l'an mil, lorsque le territoire de Saint-Pierre devint une paroisse, il fallait bien qu'il y eût une chapelle. Elle était peut-être bâtie à l'emplacement de l'église actuelle, sur un des points hauts du territoire et à la croisée de plusieurs voies antiques gauloises puis romaines.
L'église paroissiale qui lui a succédé est un édifice cruciforme orienté ouest-est comme les églises primitives. Cet édifice est terminé par une abside en hémicycle qui est la partie la plus ancienne de la construction et date du XIVe siècle ; elle est épaulée par trois contreforts romans.
La nef du XVe siècle est limitée par une façade en pierres taillées provenant de la vallée de la Seine ; cette nef a été remaniée plusieurs fois. Le clocher carré en charpente et sa flèche octogonale dateraient du XIIe siècle et étaient, à l'origine couverts par des « essentes » de châtaignier, bois qui chasse les araignées et résiste à la pluie, mais pas à l'incendie. En 1743, on remplace le toit de châtaignier par un toit d'ardoises. Dans le chevet se trouvent deux très beaux vitraux, l'un dédié à la « Pêche Miraculeuse », l'autre au « Martyre de saint Pierre ».